# Pteronymia tanampaya
Pteronymia tanampaya är en fjärilsart som beskrevs av Richard Haensch 1909. Pteronymia tanampaya ingår i släktet Pteronymia och familjen praktfjärilar. Inga underarter finns listade.